# Topografia de la Lluna

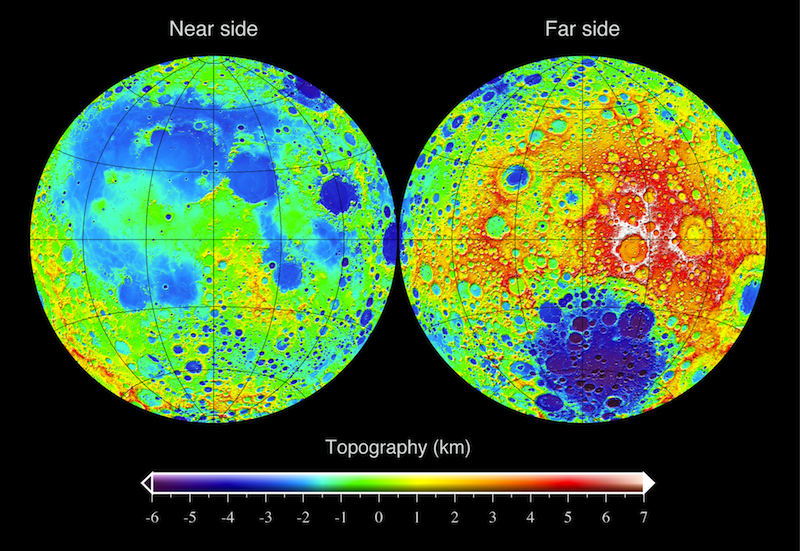
Topografia de la Lluna.

La topografia de la Lluna ha estat mesurada pels mètodes d'altimetria làser i l'anàlisi de la imatge estèreo, més recentment a partir de les dades obtingudes durant la missió Clementine. La característica topogràfica més visible és el costat gegant de la conca del pol sud-Aitken, que posseeix el més les elevacions més baixes de la Lluna. Les altures més altes es troben només al nord-est d'aquesta conca, i s'ha suggerit que aquesta àrea pugui representar gruixuts dipòsits d'ejecció que es van col·locar durant un esdeveniment d'impacte oblic de la conca del Pol Sud-Aitken. Altres grans conques d'impacte, com ara els maria Imbrium, Serenitatis, Crisium, Smythii, i Orientale, també posseeixen elevacions regionals baixes i elevats rims.
Una altra característica distintiva de la forma de la Lluna és que les elevacions són de mitjana 1,9 km més alts la cara oculta que la visible. Si se suposa que l'escorça és en equilibri isostàtic, i que la densitat de l'escorça és igual a totes parts, llavors les elevacions més altes s'associarien amb una escorça més gruixuda. L'ús de dades de gravetat, topografia i sísmiques, es creu que l'escorça és de mitjana 50 ± 15 km de gruix, amb l'escorça de la cara oculta de mitjana és més gruixuda que la visible aproximadament 15 km.

La Lluna
Cara visible de la Lluna
Cara oculta de la Lluna[2]
Pol nord lunar
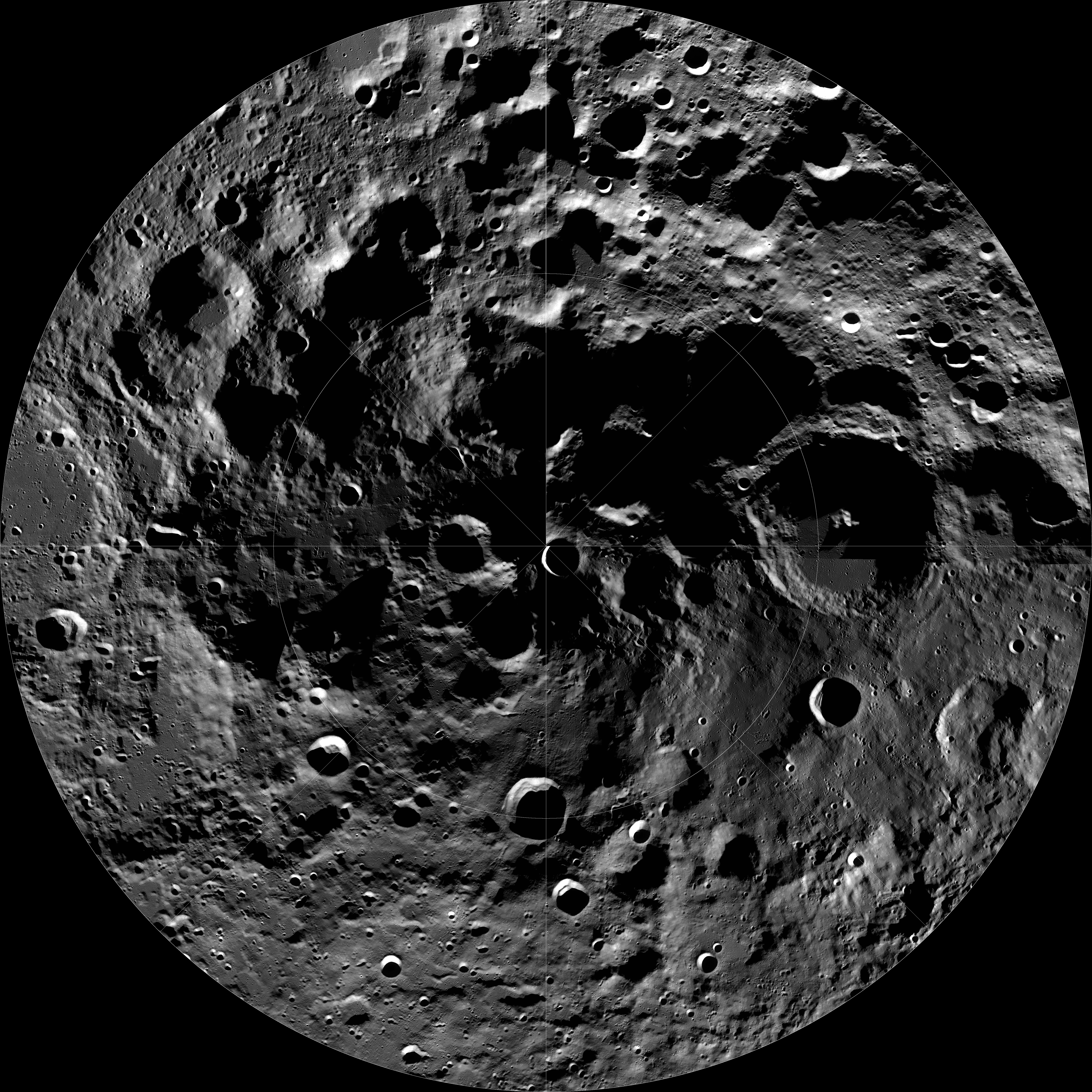
Pol sud lunar

Lluna – Oceanus Procellarum (Oceà de les Tempestes)
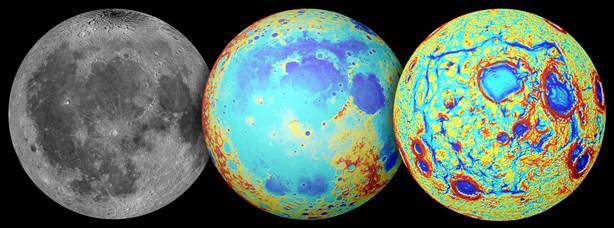
Antigues fosses tectòniques – estructura rectangular (visible – topografia – gradients de gravetat del GRAIL) (1 d'octubre de 2014).
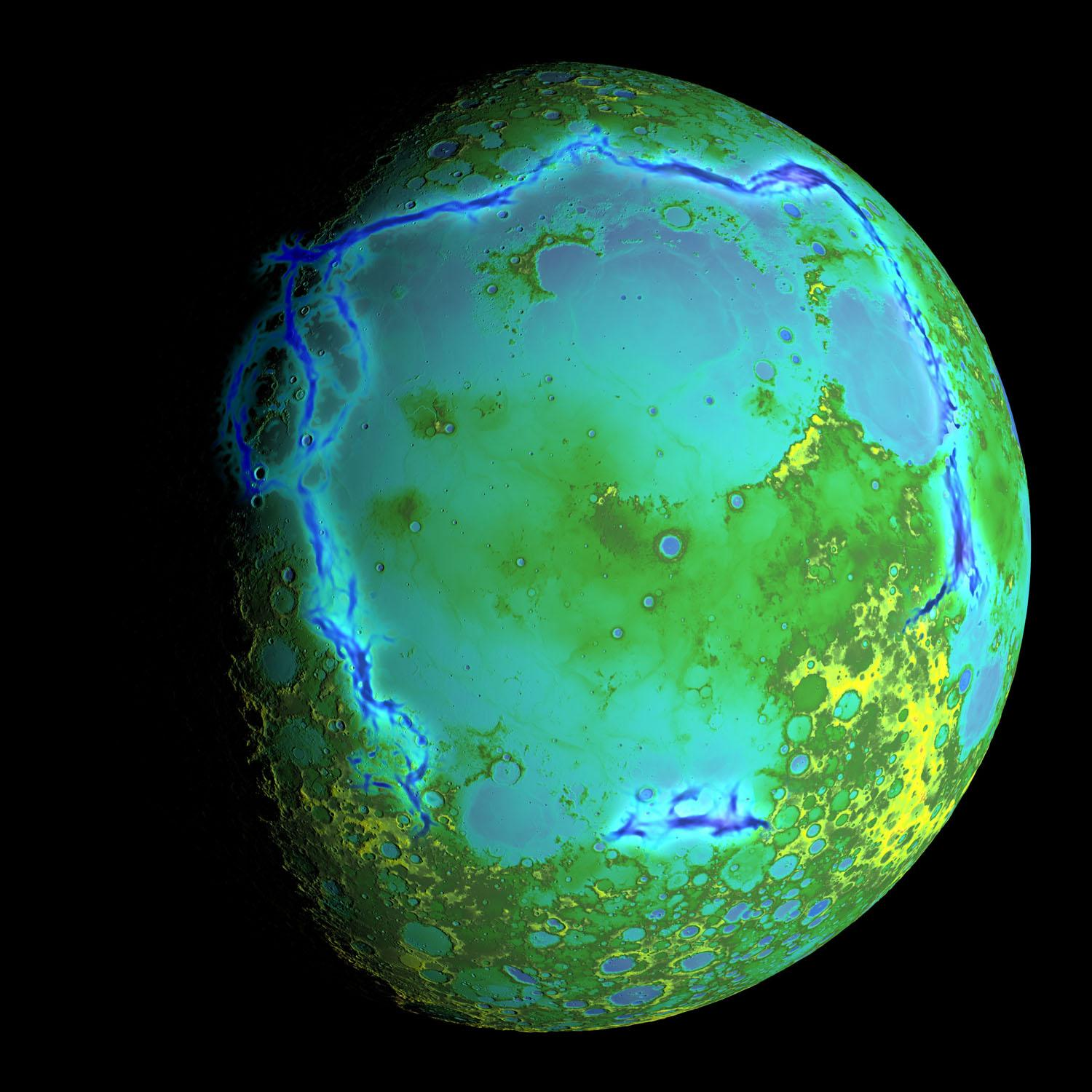
Antigues fosses tectòniques – context.
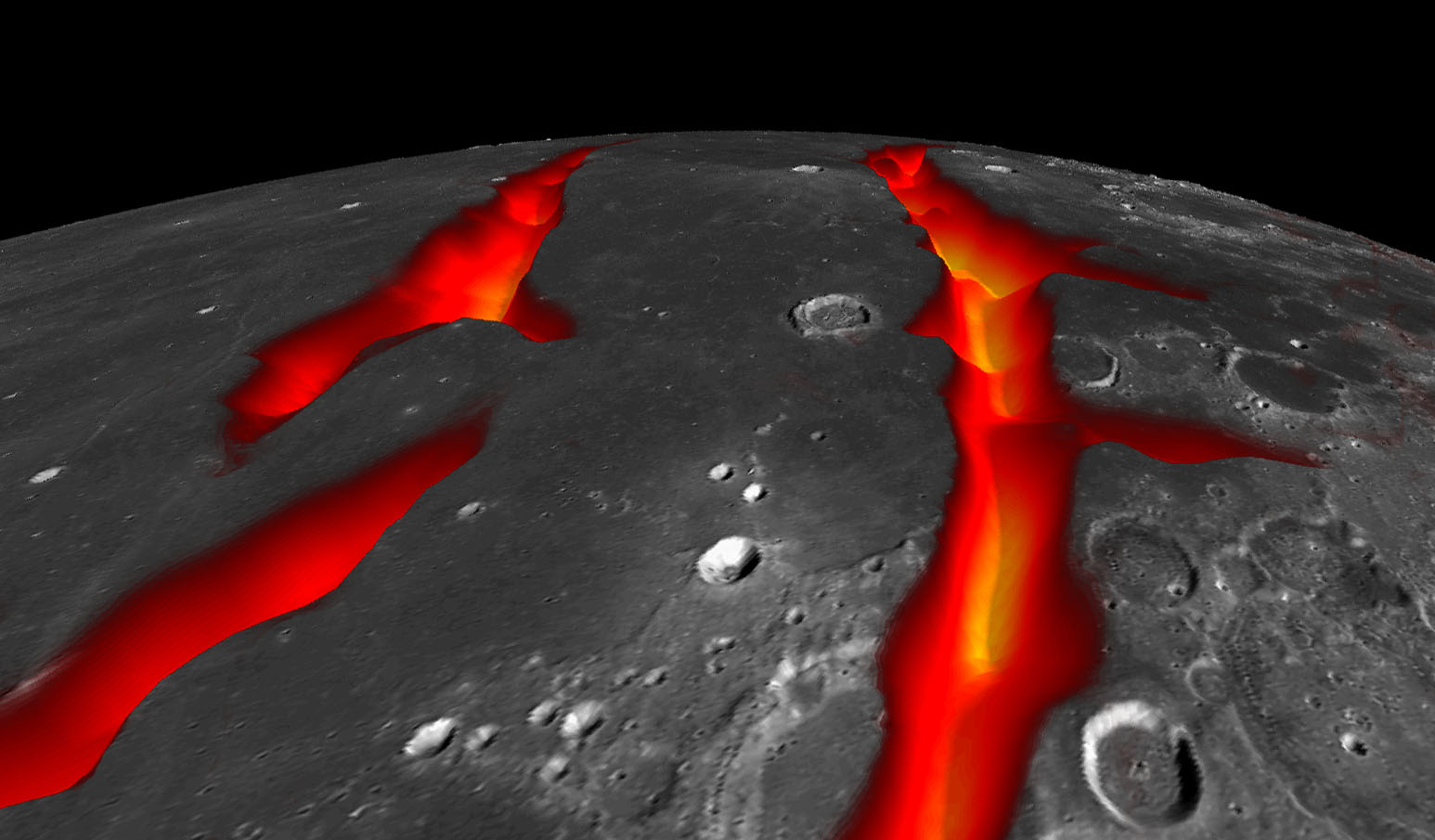
Antigues fosses tectòniques – Primer pla (concepte de l'artista).